# Thierry Touzaint
Thierry Touzaint (Granville, 26 de diciembre de 1953) es un jinete francés que compitió en la modalidad de concurso completo.
Ganó una medalla de plata en el Campeonato Mundial de Concurso Completo de 1986 y una medalla de bronce en el Campeonato Europeo de Concurso Completo de 1979, ambas en la prueba por equipos.

## Palmarés internacional
| Campeonato Mundial | Campeonato Mundial | Campeonato Mundial | Campeonato Mundial |
| Año                | Lugar              | Medalla            | Categoría          |
| ------------------ | ------------------ | ------------------ | ------------------ |
| 1986               | Gawler (Australia) | Medalla de plata   | Por equipos        |
| Campeonato Europeo |                    |                    |                    |
| Año                | Lugar              | Medalla            | Categoría          |
| 1979               | Luhmühlen (RFA)    | Medalla de bronce  | Por equipos        |